# Nogra
Nogra es un género de plantas con flores con cinco especies perteneciente a la familia Fabaceae.

## Especies
- Nogra dalzellii
- Nogra filicaulis
- Nogra grahami
- Nogra guangxiensis
- Nogra simplicifolia